# プレローグ記念講座
プレローグ記念講座（ぷれろーぐきねんこうざ、ドイツ語: Prelog Vorlesung）は、毎年著名な有機化学者を招いてチューリッヒ工科大学で行われる記念講座。スイスの有機化学者ウラジミール・プレローグにちなんで1986年に始まり、講演者にはプレローグ・メダルが授与される。

## 受賞者
- 1986年 Kurt Mislow
- 1987年 レスリー・ライセロヴィッツ、Leslie Leiserowitz
- 1988年 バリー・シャープレス
- 1989年 Jeremy R. Knowles
- 1990年 アンリ・カガン
- 1991年 Clayton H. Heathcock
- 1992年 Michael McBride
- 1993年 山本尚
- 1994年 ジャン＝ピエール・ソヴァージュ
- 1995年 岸義人
- 1996年 David M. J. Lilley
- 1997年 Günter Helmchen
- 1998年 Lia Addadi
- 1999年 デヴィッド・エヴァンス
- 2000年 ヘルムート・シュヴァルツ
- 2001年 ロバート・グラブス
- 2002年 David E. Cane
- 2003年 Andreas Pfaltz
- 2004年 Marvin H. Caruthers
- 2005年 ベルナルト・L・フェリンハ
- 2006年 Manfred T. Reetz
- 2007年 Scott E. Denmark
- 2008年 柴崎正勝
- 2009年 ジョアン・スタビー
- 2010年 キャロル・ロビンソン
- 2011年 Alois Fürstner
- 2012年 Julius Rebek
- 2013年 ポール・ウェンダー
- 2014年 Bert Meijer
- 2015年 Peter B. Dervan
- 2016年 Jan-Erling Bäckvall
- 2017年 Stephen Kent
- 2018年 Chaitan Khosla
- 2019年 Véronique Gouverneur
- 2022年 菅裕明
- 2023年 Melanie S. Sanford
- 2024年 Sarah O’Connor
- 2025年 シャンカー・バラスブラマニアン